# МКС-45
МКС-45 — сорок п'ятий довготривалий екіпаж Міжнародної космічної станції. Його робота розпочалася з 12 вересня 2015 року з моменту відстиковки Союз ТМА-16М від станції та завершилася 11 грудня 2015 року з моменту відстиковки Союз TMA-17M від станції, на якому повернулися на Землю члени експедиції-44/45.

## Екіпаж
| Посада                                    | Прізвище, ім'я (кількість космічних польотів), організація, країна | Старт                     | Прибуття до МКС           | Відліт із МКС             | Приземлення               |
| ----------------------------------------- | ------------------------------------------------------------------ | ------------------------- | ------------------------- | ------------------------- | ------------------------- |
| Бортінженер МКС-43/44, командир МКС-45/46 | Скотт Келлі (4), НАСА, (США)                                       | 27.03.2015 «Союз ТМА-16М» | 28.03.2015 «Союз ТМА-16М» | 02.03.2016 «Союз TMA-18M» | 02.03.2016 «Союз ТМА-18М» |
| Бортінженер МКС-43/44/45/46               | Михайло Корнієнко (2), ФКА, (Росія)                                | 27.03.2015 «Союз ТМА-16М» | 28.03.2015 «Союз ТМА-16М» | 02.03.2016 «Союз TMA-18M» | 02.03.2016 «Союз ТМА-18М» |
| Бортінженер МКС-44/45                     | Олег Кононенко (3), ФКА, (Росія)                                   | 23.07.2015 «Союз ТМА-17М» | 23.07.2015 «Союз ТМА-17М» | 11.12.2015 «Союз ТМА-17М» | 11.12.2015 «Союз ТМА-17М» |
| Бортінженер МКС-44/45                     | Кімія Юі (1), JAXA, (Японія)                                       | 23.07.2015 «Союз ТМА-17М» | 23.07.2015 «Союз ТМА-17М» | 11.12.2015 «Союз ТМА-17М» | 11.12.2015 «Союз ТМА-17М» |
| Бортінженер МКС-44/45                     | Челл Норвуд Ліндгрен (1), НАСА, (США)                              | 23.07.2015 «Союз ТМА-17М» | 23.07.2015 «Союз ТМА-17М» | 11.12.2015 «Союз ТМА-17М» | 11.12.2015 «Союз ТМА-17М» |
| Бортінженер МКС-45/46                     | Сергій Волков (3), ФКА, (Росія)                                    | 02.09.2015 «Союз ТМА-18М» | 04.09.2015 «Союз ТМА-18М» | 02.03.2016 «Союз TMA-18M» | 02.03.2016 «Союз ТМА-18М» |

## Значимі події

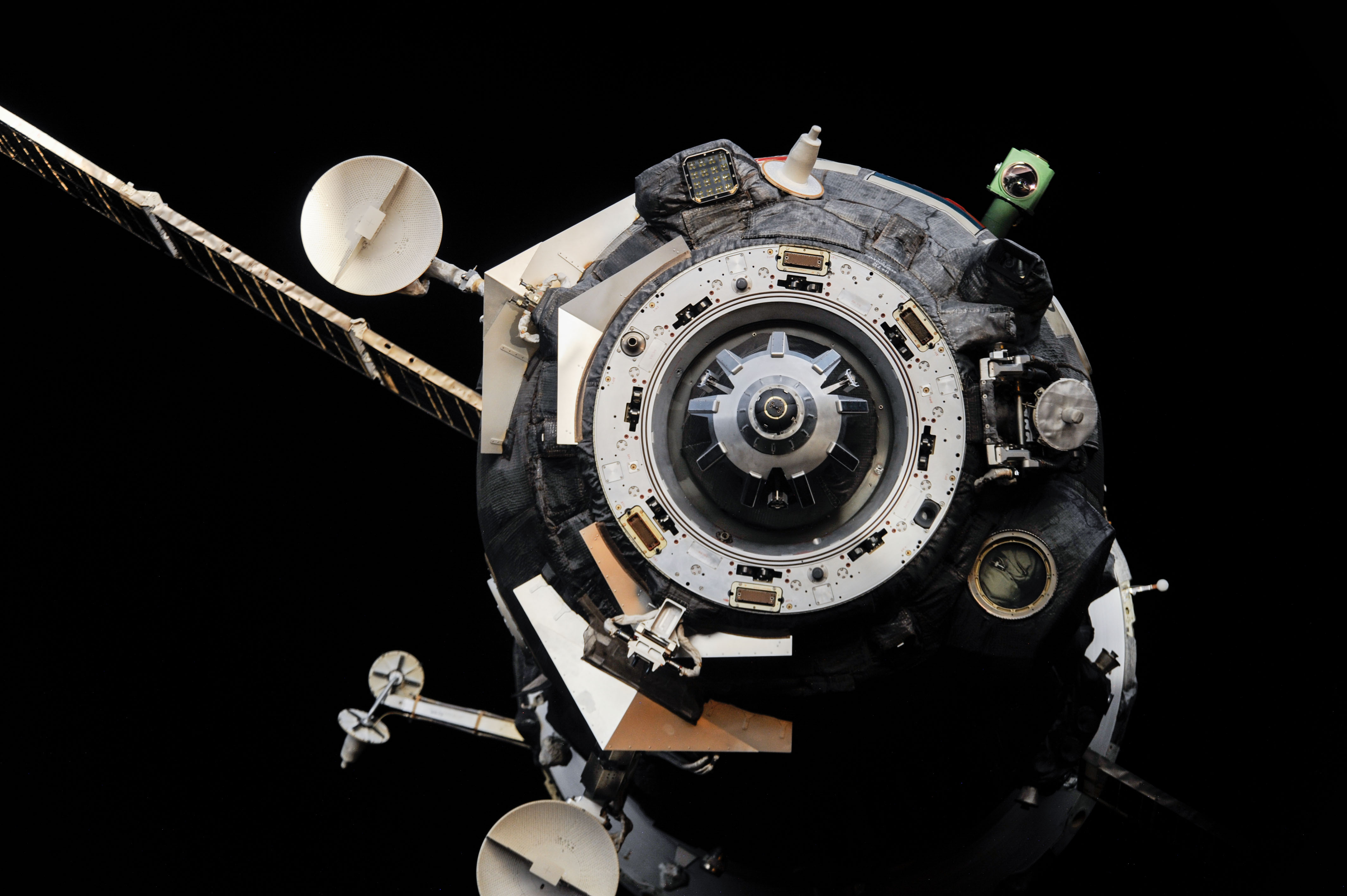
«Союз TMA-16M» відразу після відстиковки від МКС, 12.09.2015

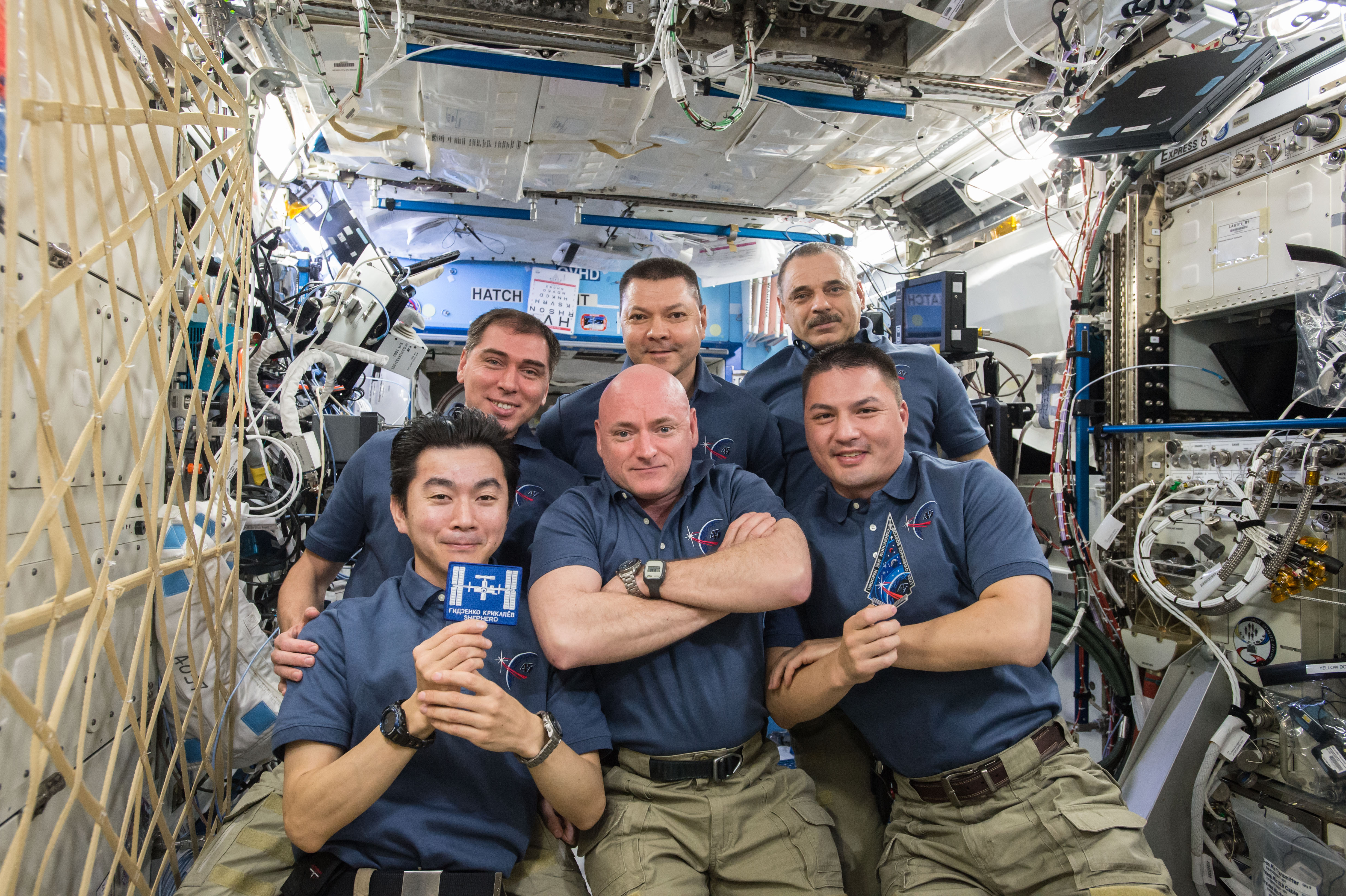
Фото з нагоди 15-річчя з моменту запуску до МКС першої основної експедиції, 02.11.2015

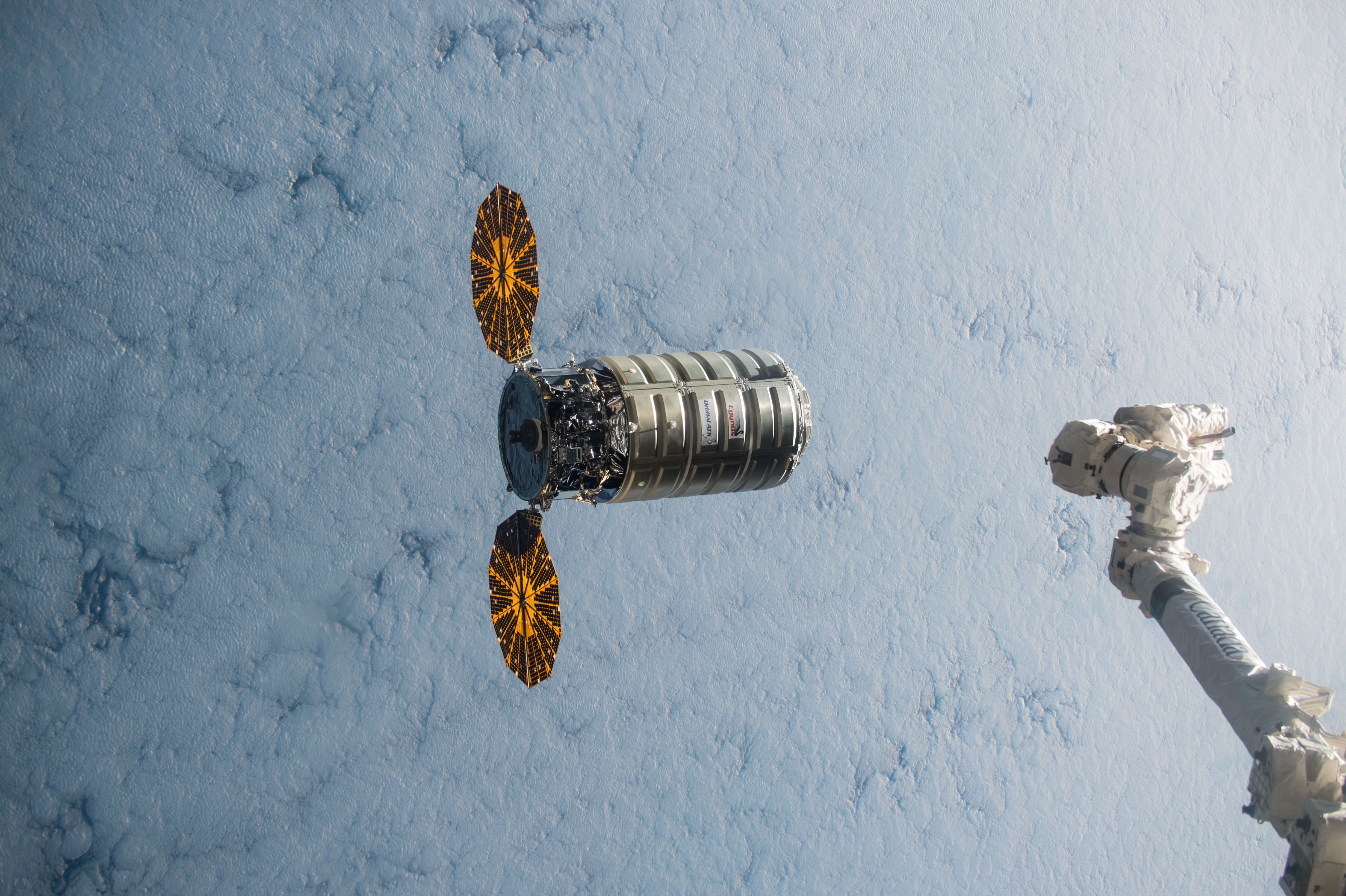
Транспортний корабель «Cygnus CRS OA-4» під час зближення із МКС. Праворуч — рука-маніпулятор «Канадарм2». 9.12.2015

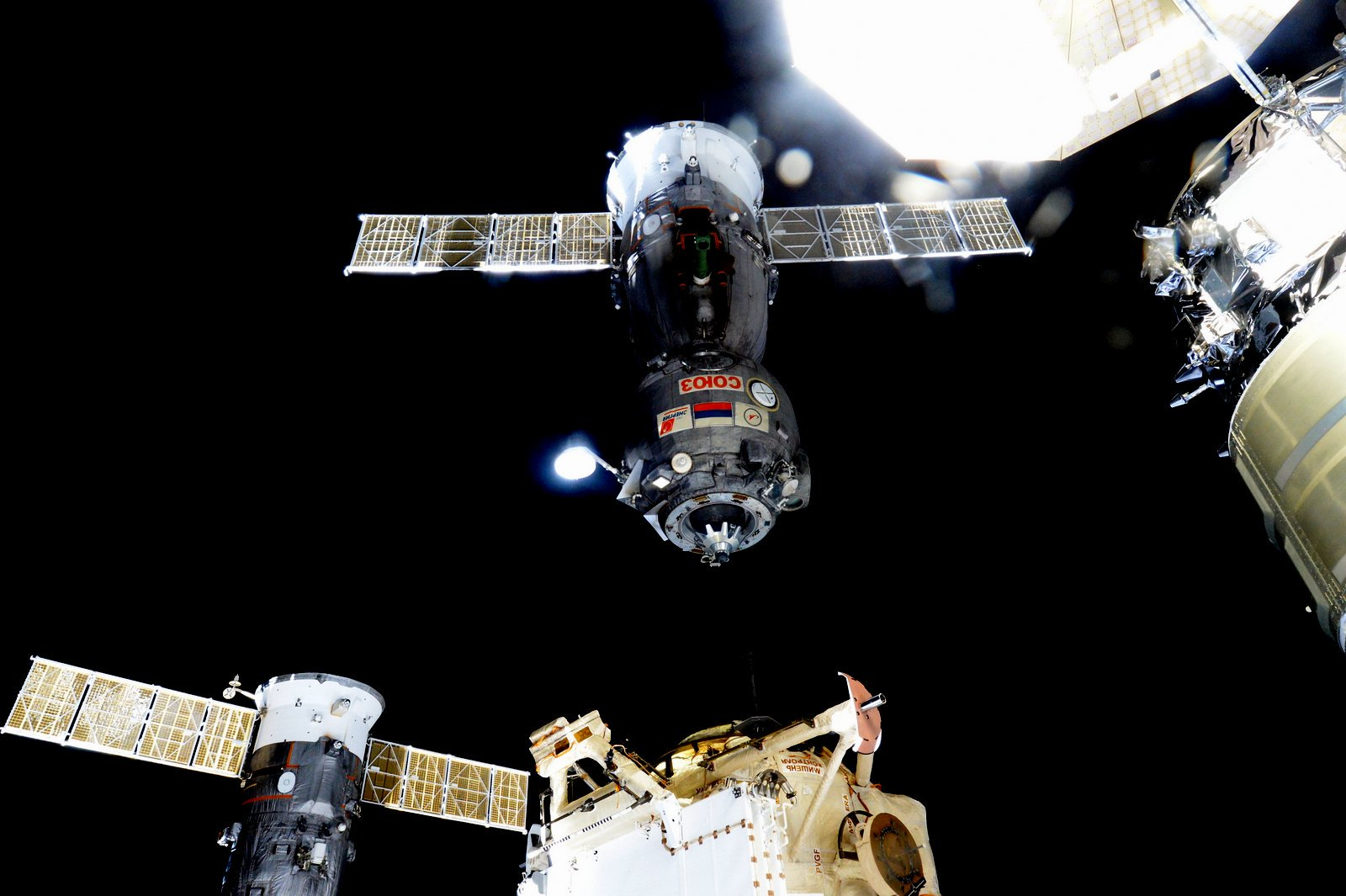
Союз ТМА-17М відразу після від'єднання від МКС (11.12.2015)

12 вересня 2015 року в 00 годин 29 хвилин транспортний пілотований корабель «Союз ТМА-16М» з екіпажем у складі Генадія Падалки з експедиції-44 та двох членів експедиції відвідування-18 — Айдина Айимбетова і Андреаса Могенсена відстикувався від МКС.
2 жовтня 2015 року транспортний вантажний корабель «Прогресс М-29М» після шестигодинного польоту успішно стикувався з МКС. Він доставив до космічної станції 2369 кг різноманітних вантажів, у тому числі 1549 кг «сухих» вантажів, 350 кг палива, 420 кг води, 50 кг стисненого кисню. Крім цього, корабель привіз витратні матеріали для наукових приладів, засоби технічного обслуговування і ремонту побутових систем, обладнання для забезпечення виходу у відкритий космос.
29 жовтня 2015 року американські астронавти Скотт Келлі і Челл Ліндгрен здійснили свій перший вихід у відкритий космос. Це був 32-й вихід у відкритий космос із часу функціонування МКС. Астронавти виконали роботи щодо модернізації і технічного обслуговування станції. Роботи за бортом тривали 7 годин 15 хвилин.
2 листопада 2015 року виповнилося 15 років з моменту запуску до МКС першої основної експедиції.
6 листопада 2015 року американські астронавти Скотт Келлі і Челл Ліндгрен здійснили свій другий вихід у відкритий космос. Це був 190-й вихід астронавтів у відкритий космос. Головною метою робіт за бортом був ремонт системи охолодження сонячних батарей станції. Із проблемою витоку аміаку з системи охолодження сонячний батарей екіпаж МКС вперше зіткнувся у листопаді 2012 року. Тоді було здійснено ізоляцію пошкодженої ділянки та переключення систему циркуляції аміаку на резервну систему охолодження. У 2013 році було замінено насос системи. У 2015 році виконано роботи щодо повернення системи охолодження із резервного радіатора на основний. Планувалося, що роботи за бортом триватимуть близько 6,5 годин, проте вихід у відкритий космос тривав 7 годин 48 хвилин.
11 листопада 2015 року Олег Кононенко з борту МКС здійснив сеанс управління роботом «Спайс-Джастін», що перебував у Німеччині. Під час сеансу Кононенко управляв правою рукою робота, а лівою рукою — представник Центрального науково-дослідного інституту робототехніки і кібернетики в Санкт-Петербурзі. Учасники експерименту повинні були взяти м'яч двома руками робота, підняти і опустити його. Під час сеансу, що тривав 11 хвилин, вдалося двічі здійснити цю маніпуляцію.
13 листопада 2015 року в результаті короткого замикання на американському сегменті МКС вийшов з ладу один із 8 блоків живлення, що забезпечує станцію електроенергією. Біло повідомлено, що загрози для існування станції немає, проте блок живлення необхідно буде замінити.
25 листопада 2015 року завдяки роботі двигунів вантажного корабля «Прогресс М-29М» було відкореговано орбіту МКС. Метою маневру було формування робочої орбіти, необхідної для забезпечення зближення із кораблем «Союз ТМА-19М», заплановане на 15 грудня 2015 року.
9 грудня 2015 року американський вантажний корабель «Cygnus» Cygnus CRS OA-4 запущений 7 грудня 2015 року з мису Канаверал (Флорида, США), успішно пристикувався до МКС. О 14 год. 20 хв. (MSK) було здійснено захоплення вантажного корабля рукою-маніпулятором Канадарм2, що установлено на американському сегменті МКС. Після цього у штатному режимі його було приєднано до порту «Юніті» МКС. Операції зі стикування вантажного корабля здійснювалися С. Келлі та Ч. Ліндгреном. Вантажний корабель доставив до МКС близько 3513 кг різноманітних вантажів, у тому числі технічне обладнання, матеріали для наукової діяльності, обладнання для виходу у відкритий космос (реактивний ранець SAFER та пару окулярів Microsoft HoloLens), одяг та продукти харчування для екіпажу МКС. Серед доставленого обладнання було 18 мікросупутників, запуск яких буде здійснено з борту МКС.
11 грудня 2015 року в 12 год. 49 хв. (MSK) «Союзу ТМА-17М» у складі екіпажу Кононенко, Юі, Ліндгрен відстикувався від МКС та о 16 год. 18 хв. (MSK) успішно приземлився на території Казахстану на північ від м. Жезказган.